# Francisco Piquer Chanza
Francisco Piquer Chanza (Valencia, 2 de junio de 1922 - Madrid, 11 de diciembre de 2009) fue un actor español.

## Biografía
Debutó sobre los escenarios en 1940, y a partir de ese momento inicia una larga carrera profesional sobre los escenarios que lo consagran como uno de los más grandes intérpretes españoles del siglo XX, interpretando obras de Jacinto Benavente, Alejandro Casona, Miguel Mihura, Juan José Alonso Millán, Carlos Arniches y muchos más, nacionales e internacionales. 
Su paso por el cine fue especialmente intenso en la década de 1950 con títulos como El cerco (1955); Las manos sucias (1957), Lo que cuesta vivir (1957), Sendas marcadas (1957), Cita imposible (1958) y El emigrante (1960). Menos habitual en el mundo del cine desde mediados de la década de los setenta, y más centrado en el teatro, retornó puntualmente en películas como Matrimonio al desnudo (1974), Dinero negro (1984), El abuelo (1998) o XXL (2004).
Habitual en televisión durante varias décadas, participó en numerosas obras emitidas en espacios, como Estudio 1, Novela y en series como Historias del otro lado y El comisario.

## Filmografía
| Año  | Título                         | Personaje           | Dirección                                    |
| ---- | ------------------------------ | ------------------- | -------------------------------------------- |
| 2004 | XXL                            | Gaspar              | Julio Sánchez Valdés                         |
| 1998 | El abuelo                      | Prior de Zaratay    | José Luis Garci                              |
| 1988 | La venganza de Don Mendo       | Duque de Toro       | Gustavo Pérez Puig                           |
| 1987 | El Lute: Camina o revienta     | Militar             | Vicente Aranda                               |
| 1984 | Memorias del general Escobar   | Coronel Ruiz        | José Luis Madrid                             |
| 1984 | Dinero negro                   | Ros Estivill        | Carlos Benpar                                |
| 1980 | El gran secreto                | Nicolás             | Pedro Mario Herrero                          |
| 1979 | La boda del señor cura         | Padre Rector        | Rafael Gil                                   |
| 1974 | Matrimonio al desnudo          | Vicente             | Ramón Fernández                              |
| 1973 | Aborto criminal                | Diego               | Ignacio F. Iquino                            |
| 1971 | El diablo Cojuelo              | Astrólogo           | Ramón Fernández                              |
| 1971 | ¿Es usted mi padre?            |                     | Antonio Giménez Rico                         |
| 1970 | Cerco de terror                | Dr. Mac Gregor      | Luis Marquina                                |
| 1970 | El relicario                   | Mariano             | Rafael Gil                                   |
| 1969 | Soltera y madre en la vida     | Médico              | Javier Aguirre                               |
| 1968 | La dinamita está servida       | Jesús               | Fernando Merino                              |
| 1967 | Lo que cuesta vivir...         | El Atómico          | Ricardo Núñez                                |
| 1966 | El padre Manolo                | César Espinosa      | Ramón Torrado                                |
| 1966 | Demasiadas mujeres para Layton | Pablo Gómez         | Jacques Poitrenaud                           |
| 1966 | El sonido de la muerte         | Stravos             | José Antonio Nieves Conde                    |
| 1966 | Clarines y campanas            |                     | Ramón Torrado                                |
| 1966 | Lola, espejo oscuro            | Paco                | Fernando Merino y José Luis Sáenz de Heredia |
| 1965 | Suena el clarín                |                     | José H. Gan                                  |
| 1965 | La extranjera                  |                     | Juan Xiol                                    |
| 1962 | La reina del Chantecler        | Rafael              | Rafael Gil                                   |
| 1962 | El grano de mostaza            |                     | José Luis Sáenz de Heredia                   |
| 1961 | Prohibido enamorarse           | Dr. Juan Gómez Bolt | José Antonio Nieves Conde                    |
| 1960 | Te doy mi vida                 |                     | Pino Mercanti                                |
| 1960 | El emigrante                   | Ambrosio            | Sebastián Almeida                            |
| 1959 | Sendas marcadas                | Mendoza             | Juan Bosch                                   |
| 1958 | El ángel está en la cumbre     | Arturo              | Jesús Pascual                                |
| 1958 | Cita imposible                 | Juanón              | Antonio Santillán                            |
| 1958 | Su propio destino              |                     | Giuseppe Vari                                |
| 1958 | Rapsodia de sangre             | Borodin             | Antonio Isasi-Isasmendi                      |
| 1958 | Historias de la feria          | Inspector           | Francisco Rovira Beleta                      |
| 1957 | Manos sucias                   | Andrés              | José Antonio de la Loma y Marcello Baldi     |
| 1955 | El cerco                       | José                | Miguel Iglesias                              |
| 1955 | Los agentes del quinto grupo   | Manuel              | Ricardo Gascón                               |
| 1955 | Lo que nunca muere             | Enfermo             | Julio Salvador                               |

## Trayectoria en teatro
- Con la vida del otro (1945), de Carlos Llopis,
- Pecado (1945), de Miguel Ródenas y Enrique del Corral,
- Su amante esposa (1950), de Jacinto Benavente[1]
- Ha llegado Don Juan (1952), de Jacinto Benavente[2]
- Los enemigos no mandan flores (1954), de Pedro Bloch,
- El zoo de cristal (1955), de Tennessee Williams,
- Los maridos engañan después del fútbol (1956), de Luis Maté,
- Cándida (1958), de George Bernard Shaw,
- El camino de Roma (1959), de Robert F. Sherwood,
- La gaviota (1959), de Anton Chéjov
- Portazos (1960), de Michel Fermaud,
- Lecciones de matrimonio (1961),
- Esta noche tampoco (1961), de José López Rubio
- Fuenteovejuna (1962), de Lope de Vega,
- La idiota (1962), de Marcel Achard,
- La señal del fuego (1962), de Diego Fabbri,
- Las que tienen que servir (1963), de Alfonso Paso,
- Hay tiempo para matar (1964), de Monte Doyle,
- La extraña pareja  (1965), de Neil Simon,
- El crimen al alcance de la clase media (1965), de Juan José Alonso Millán
- Víspera de domingo (1967), de Alfonso Paso,
- Pepsi (1968), de Pierrette Bruno,
- La hora de la fantasía (1968), de Anna Bonacci,
- El condenado por desconfiado (1970), de Tirso de Molina,
- Don Juan Tenorio (1970), de José Zorrilla
- La llegada de los dioses (1971), de Antonio Buero Vallejo
- Una noche en su casa, señora (1971),
- La prisionera (1972), de Bourdet-Romero,
- Vidas privadas (1973), de Noel Coward,
- Anillos para una dama (1974) de Antonio Gala,
- Buenas noches, Sabina (1975), de Víctor Ruiz Iriarte
- Alguien debe morir esta noche (1975), de Fernando García Tola
- La doble historia del doctor Valmy (1977), de Antonio Buero Vallejo,
- Jueces en la noche (1978), de Antonio Buero Vallejo
- Los intereses creados (1979), de Jacinto Benavente,
- La saturna (1980), de Domingo Miras,
- Cuatro y Ernesto (1980), de Alfonso Paso,
- Que viene mi marido (1980), de Carlos Arniches
- Melocotón en almíbar (1981), de Miguel Mihura
- La señora presidenta (1983), de Bricaire y Lasaygues,
- La muralla (1983), de Joaquín Calvo Sotelo
- La pereza (1984), de Ricardo Talesnik
- Capullito de alhelí (1985), de Juan José Alonso Millán,
- Papa Borgia (1985), de Martínez Mediero,
- El homenaje (1986), de Pedro María Herrero,
- La venganza de don Mendo (1986), de Pedro Muñoz Seca,
- Americano corto americana larga (1986/87), de Bricaire y Lasaygues,
- Cuatro corazones con freno y marcha atrás (1987), de Enrique Jardiel Poncela.
- Fuenteovejuna  (1988), de Lope de Vega,
- La mamma (1989), de Roussin,
- La casa de los siete balcones (1989), de Alejandro Casona
- Eva al desnudo/A toda luz   (1992),
- Próxima parada felicidad (1992), de Eduardo Ladrón De Guevara,
- Cristal de Bohemia (1994), de Ana Diosdado
- La plasmatoria (1995/96), de Pedro Muñoz Seca,
- Rebeldía (1996), de Diane Shaffer,
- El botín (1997), de Joe Orton,
- Los árboles mueren de pie  (1999), de Alejandro Casona,
- El galán fantasma (2000), de Calderón de la Barca,
- Dulce pájaro de juventud (2001), de Tennessee Williams,
- El águila y la niebla (2002), de Narciso Ibáñez Serrador,
- Enrique IV (2002), de Pirandello,
- El alcalde de Zalamea (2003), de Pedro Calderón de la Barca.
- La casa de los siete balcones (2003), de Alejandro Casona,
- Corona de amor y muerte (2003), de Alejandro Casona,
- Los árboles mueren de pie (2004), de Alejandro Casona
- Del rey abajo, ninguno (2007)
- Desnudos en Central Park (2009) de Mark Rowell

## Televisión
- Hospital Central 
  - Segundas partes (11 de mayo de 2006)
- El comisario 
  - Que veinte años no es nada (28 de febrero de 2000)
  - En el lugar equivocado (11 de junio de 2003)
  - Punto sin retorno (18 de junio de 2003)
  - Los ojos de la zorra (2 de julio de 2003)
- Todos los hombres sois iguales
  - Envidia (20 de mayo de 1997)
- Historias del otro lado 
  - Luciérnagas (24 de enero de 1996)
  - Regalo de Navidad (7 de febrero de 1996)
  - Mujer con violetas (14 de febrero de 1996)
- Función de noche 
  - Cristal de bohemia (15 de julio de 1995)
- ¡Ay, Señor, Señor! 
  - Todos a una (1 de enero de 1995)
- Farmacia de guardia 
  - Con las manos en la caja (13 de enero de 1994)
- Miguel Servet, la sangre y la ceniza 
  - El corazón y las estrellas (22 de marzo de 1989)
- Primera función 
  - La decente (9 de marzo de 1989)
- La venganza de Don Mendo (1988)
- Segunda Enseñanza 
  - La vieja libertad (6 de marzo de 1986)
- Teatro breve 
  - Operación quirúrgica (27 de noviembre de 1980)
  - La extraña visita del Dr. Lanuza (15 de enero de 1981)
- Curro Jiménez 
  - El bosque de las brujas (30 de enero de 1978)
- El teatro 
  - El proceso de Mary Dugan (21 de octubre de 1974)
- Ficciones 
  - El Conde Lara (2 de diciembre de 1972)
  - Un vendedor de blackjack (28 de julio de 1973)
  - El crimen de Antonio Fraldao (1 de septiembre de 1973)
  - ¿Qué era aquello? (29 de septiembre de 1973)
- Buenas noches, señores 
  - Nuestro hogar (14 de junio de 1972)
- Los tres mosqueteros (1971)
- Las doce caras de Eva 
  - Géminis (10 de noviembre de 1971)
- Hora once 
  - Jacobo o la sumisión (16 de marzo de 1969)
  - Incomprensible (1 de agosto de 1970)
  - ¿No te has muerto aún? (21 de diciembre de 1970)
- Los encuentros 
  - La trampa (22 de julio de 1967)
- Teatro de siempre 
  - Casa de muñecas (1 de enero de 1967)
  - Para ti es el mundo (23 de mayo de 1968)
- La pequeña comedia 
  - Cuando los duros se ablandan (30 de agosto de 1966)
  - Llamada a medianoche (3 de octubre de 1966)
- El tercer rombo 
  - Menuda pesadilla (14 de junio de 1966)
  - Carne sin patatas (26 de julio de 1966)
- Diego de Acevedo
  - La conjura de los artilleros (1 de enero de 1966)
- Tiempo y hora 
  - Frente a frente (21 de noviembre de 1965)
  - El último toro (12 de junio de 1966)
  - El señor Taylor (23 de octubre de 1966)
  - Domingo (13 de noviembre de 1966)
- Estudio 1 
  - Carlota (15 de diciembre de 1965)
  - Macbeth (28 de septiembre de 1966)
  - La ciudad alegre y confiada (11 de octubre de 1966)
  - Los amantes de Teruel (17 de junio de 1969)
  - Para ti es el mundo (5 de marzo de 1971)
  - Edén Término (26 de noviembre de 1971)
  - 50 años de felicidad (22 de diciembre de 1972)
  - La dama duende (14 de febrero de 1979)
  - Rosas de otoño (7 de marzo de 1979)
  - Celos del aire (25 de abril de 1979)
  - Sólo el amor y la luna traen fortuna (11 de noviembre de 1979)
  - La Venus de Milo (15 de junio de 1980)
  - El poder de las tinieblas (2 de noviembre de 1980)
  - Fedra (23 de enero de 1981)  Pedro
- Gran teatro 
  - Las brujas de Salem (31 de enero de 1965)
- Novela
  - Época de examen (1 de julio de 1963)
  - Busco una mujer (15 de marzo de 1965)
  - Vida serena (3 de enero de 1966)
  - La sed (1 de noviembre de 1966)
  - La muerte ríe (17 de julio de 1967)
  - Flores para Elena (9 de febrero de 1970)
  - Ana Karenina (3 de noviembre de 1975)
  - El collar de la reina (24 de mayo de 1976)
  - Papa Goriot (11 de julio de 1976)
  - La duquesa de Langeais (25 de diciembre de 1978)

## Premios
Medallas del Círculo de Escritores Cinematográficos
| Año  | Categoría              | Película           | Resultado |
| ---- | ---------------------- | ------------------ | --------- |
| 1958 | Mejor actor secundario | Rapsodia de sangre | Ganador   |

- Premio Ercilla de Teatro por Los árboles mueren de pie de Alejandro Casona.